# Louis Picamoles
Louis Picamoles (París, 5 de febrer de 1986) és un jugador francès de rugbi que s'exerceix com a número 8. Juga per a la selecció francesa i en el Stade Toulousain.

## Carrera de club
Picamoles va començar a jugar rugbi al Montpellier l'any 1999 a l'edat de 12 anys, estada que es va perllongar 10 anys i que li va permetre debutar amb el primer equip l'any 2004. A la temporada 2009–10 va signar amb el Stade Toulousain, equip que jugaria fins a la temporada 2015-2016, ja que just després de la Copa del Món de Rugbi de 2015, Picamoles anuncia que la temporada 2015-16 serà l'última amb Stade Toulousain i que a partir d'estiu de 2016 té intenció de jugar en la premiership de mà de Northampton Saints.

## Carrera internacional
Picamoles va debutar amb la selecció francesa l'any 2008, va jugar en els Torneigs de les Sis Nacions de 2008 i 2009. Tot i el gran Torneig de les Sis Nacions 2010 de les les Blues, Picamoles no va arribar a debutar en cap del 5 partits del torneig d'aquell i no reaperexeria fins a l'edició de 2013. L'11 de maig de 2011, al final d'una temporada on va tenir un paper destacat amb el Stade toulousain, va ser seleccionat per Marc Lièvremont en la llista dels 30 per participar en la Copa Mundial de Rugbi 2011 a Nova Zelanda. Va jugar els partits contra Canadà, Nova Zelanda i Anglaterra. L'11 de gener de 2013, Philippe Saint-André el va seleccionar entre els 33 jugadors del 2013. Va ser un dels més destacats del torneig, malgrat la pobra actuació de França. Com a jugador, es pot considerar un digne successor, en la posició de número 8, de Imanol Harinordoquy. En aquell torneig, va fer avançar la pilota 70 vegades, més que qualsevol altre jugador, i va fer més metres (351) que cap altre davanter, liderant el nombre de davanters contraris batuts (15). Va aconseguir dos assaigs, un el  3 de febrer quan França va ser derrotada per Itàlia 23-18; i el segon, el 9 de març, en l'empat enfront d'Irlanda 13-13. Va ser triat home del partit contra Irlanda, gràcies al seu assaig marcat en el minut 74. Alguns el van considerar com el millor jugador francès del Torneig. El seu treball des de la base de la melée va ser excepcional, i també en el joc lliure, de manera que si hagués tingut més col·laboració pels seus companys, les seves assistències haguessin valgut molts assaigs.
En 2015 va ser seleccionat per formar part de la selecció francesa que participa en la Copa Mundial de Rugbi de 2015. Els afeccionats el van triar (a través de Twitter) com a "Jugador del partit" (Man of the Match) en enfrontament del seu equip contra Itàlia en la fase de grups. En la derrota de quarts de final 13-62 enfront de Nova Zelanda, Louis Picamoles va anotar l'únic assaig de França, als 35’; no obstant això, va veure la targeta groga per un intent de cop de puny sobre McCaw.

## Palmarès
- Torneig de les Sis Nacions 2010. (sense arribar a debutar)
- Top 14 2010-2011.
- Top 14 2011-2012.